# Sarbsko
Sarbsko (polsky Jezioro Sarbsko, kašubsky Jezoro Sôrbskò) je pobřežní jezero v Pomořském vojvodství v Polsku. Nachází se na Słowińském pobřeží východně od Slovinského národního parku. Má rozlohu 6,517 km². Je 6,6 km dlouhé a 1,2 km široké. Dosahuje maximální hloubky 3,2 m. U západního konce jezera se nachází letovisko Łeba. Jméno jezera je podle blízké vesnice Sarbsk. U severní části jezera se nachází přírodní rezervace (Rezervat Mierzeja Sarbska).

## Vodní režim
Na východním konci do něj ústí řeka Chełst. Ta odtéká na západním konci. Je také spojené s jezerem Łebsko.

## Další informace
Na břehu leží město Łeba a vesnice Nowęcin a Przybrzeże.
Kolem jezera vedou cyklistické a turistické stezky.
Severovýchodo-východním směrem se nachází maják Stilo.